# César pro nejlepší původní scénář nebo adaptaci
César pro nejlepší původní scénář nebo adaptaci je jedna z bývalých kategorií francouzské filmové ceny César. Cena slučovala kategorie César pro nejlepší původní scénář a César pro nejlepší adaptaci. Vyhlašovala se v letech 1976 až 1982 a dále mezi lety 1986 a 2005.

## Vítězové a nominovaní

### 70. léta
V letech 1976 až 1982 se kategorie jmenovala nejlepší scénář, dialogy nebo adaptace.
- 1976: Ať začne slavnost... – Bertrand Tavernier a Jean Aurenche
  - Sept Morts sur ordonnance – Georges Conchon a Jacques Rouffio
  - Stará puška – Robert Enrico a Pascal Jardin
  - Bratranec a sestřenice – Jean-Charles Tacchella

- 1977: Soudce a vrah – Jean Aurenche a Bertrand Tavernier
  - Nejlepší způsob chůze – Luc Béraud a Claude Miller
  - Záletník – Jean-Loup Dabadie
  - Hračka – Francis Veber

- 1978: Prozřetelnost – David Mercer
  - Smrt darebáka – Michel Audiard (podle stejnojmenného románu od Rafa Valleta)
  - Ten tajemný předmět touhy – Luis Buñuel a Jean-Claude Carrière (podle románu Žena a loutka od Pierra Louÿse)
  - Záletník 2 – Jean-Loup Dabadie

- 1979: Le Dossier 51 – Gilles Perrault a Michel Deville (podle stejnojmenného románu od Gillese Perraulta)
  - Peníze těch druhých – Christian de Chalonge a Pierre Dumayet
  - Cukr – Georges Conchon a Jacques Rouffio (podle stejnojmenného románu od George Conchona)
  - Docela obyčejný příběh – Jean-Loup Dabadie a Claude Sautet

### 80. léta
- 1980: Studený bufet – Bertrand Blier
  - La Drôlesse – Jacques Doillon
  - I jako Ikaros – Didier Decoin a Henri Verneuil
  - Černá řada – Alain Corneau a Georges Perec (podle románu A Hell of a Woman od Jima Thompsona)

- 1981: Poslední metro – François Truffaut a Suzanne Schiffman
  - Můj strýček z Ameriky – Jean Gruault (podle vědeckých prací Henriho Laborita)
  - Atlantic City – John Guare
  - Smrt v přímém přenosu – David Rayfiel a Bertrand Tavernier (podle románu The Continuous Katherine Mortenhoe, or The Unsleeping Eye od Davida Comptona)

- 1982: Svědek – Jean Herman, Michel Audiard a Claude Miller (podle románu Brainwash od Johna Wainwrighta)
  - Čistka – Jean Aurenche a Bertrand Tavernier (podle románu Pop. 1280 od Jima Thompsona)
  - Boj o oheň – Gérard Brach (podle stejnojmenného románu od J.-H. Rosnyho staršího)
  - Zvláštní případ – Christopher Frank, Pierre Granier-Deferre a Jean-Marc Roberts (podle stejnojmenného románu od Jeana-Marca Robertse)

V letech 1986 až 2005 se kategorie jmenovala nejlepší scénář nebo adaptace.
- 1986 : Tři muži a nemluvně – Coline Serreau
  - Schůzka – Olivier Assayas a André Téchiné
  - Umírá se jen dvakrát – Michel Audiard a Jacques Deray (podle stejnojmenného románu od Robina Cooka)
  - L'Effrontée – Luc Béraud, Claude Miller, Annie Miller a Bernard Stora (volně podle románu Frankie Addams od Carson McCullersové)
  - Péril en la demeure – Michel Deville (podle románu Sur la terre comme au ciel od Reného Belletta)

- 1987: Thérèse – Camille de Casabianca a Alain Cavalier
  - Jean od Floretty – Claude Berri a Gérard Brach (podle stejnojmenného románu od Marcela Pagnola)
  - Večerní úbor – Bertrand Blier
  - Uprchlíci – Francis Veber

- 1988: Na shledanou, chlapci – Louis Malle
  - Tandem – Patrick Dewolf a Patrice Leconte
  - Velká cesta – Jean-Loup Hubert (podle stejnojmenného románu od Jeana-Loupa Huberta)
  - Přítel mé přítelkyně – Éric Rohmer
  - La Passion Béatrice – Colo Tavernier

- 1989: La vie est un long fleuve tranquille – Étienne Chatiliez a Florence Quentin
  - Malá zlodějka – Luc Béraud, François Truffaut, Claude de Givray a Annie Miller
  - Předčitatelka – Michel Deville a Rosalinde Deville (podle stejnojmenného románu od Raymonda Jeana)
  - Takové divné místo k setkání – François Dupeyron a Dominique Faysse

### 90. léta
- 1990: Příliš krásná – Bertrand Blier
  - Život a nic jiného – Jean Cosmos a Bertrand Tavernier
  - Force majeure – Pierre Jolivet a Olivier Schatzky
  - Láska bez lítosti – Éric Rochant

- 1991: La Discrète – Jean-Pierre Ronssin a Christian Vincent
  - Cyrano z Bergeracu – Jean-Claude Carrière a Jean-Paul Rappeneau (podle stejnojmenné divadelní hry od Edmonda Rostanda)
  - Malý kriminálník – Jacques Doillon
  - Manžel kadeřnice – Claude Klotz a Patrice Leconte

- 1992: Delikatesy – Jean-Pierre Jeunet, Marc Caro a Gilles Adrien
  - Děkuji, živote – Bertrand Blier
  - Všechna jitra světa – Alain Corneau a Pascal Quignard (podle stejnojmenného románu od Pascala Quignarda)
  - Van Gogh – Maurice Pialat

- 1993: Krize – Coline Serreau
  - L.627 – Michel Alexandre a Bertrand Tavernier
  - Noci šelem – Cyril Collard (podle stejnojmenného románu od Cyrila Collarda)
  - Hlídka – Arnaud Desplechin
  - Srdce v zimě – Jacques Fieschi a Claude Sautet

- 1994: Smoking / No Smoking – Agnès Jaoui a Jean-Pierre Bacri (podle divadelní hry Intimate Exchanges od Alana Ayckbourna)
  - Germinal – Claude Berri a Arlette Langmann-Ramonet (podle stejnojmenného románu od Émila Zoly)
  - Mé oblíbené období – Pascal Bonitzer a André Téchiné
  - Návštěvníci – Christian Clavier a Jean-Marie Poiré
  - Tři barvy: Modrá –  Krzysztof Kieślowski a Krzysztof Piesiewicz

- 1995: Divoké rákosí – André Téchiné, Olivier Massart a Gilles Taurand
  - Regarde les hommes tomber – Jacques Audiard a Alain Le Henry (podle románu Triangle (Un trio sans espoir) od Teri White)
  - Grosse Fatigue – Michel Blanc
  - Královna Margot – Patrice Chéreau a Danièle Thompsonová (podle stejnojmenného románu od Alexandra Dumase staršího)
  - Tři barvy: Červená –  Krzysztof Kieślowski a Krzysztof Piesiewicz

- 1996: Manželství po francouzsku – Telsche Boorman a Josiane Balasko
  - Slavnost – Claude Chabrol a Caroline Eliacheff (podle románu A Judgement in Stone od Ruth Rendellové)
  - Nelly a pan Arnaud – Jacques Fieschi a Claude Sautet
  - Nenávist – Mathieu Kassovitz
  - Le bonheur est dans le pré – Florence Quentin

- 1997: Rodinný průvan – Cédric Klapisch, Agnès Jaoui a Jean-Pierre Bacri (podle stejnojmenné divadelní hry od Agnès Jaoui a Jeana-Pierra Bacri)
  - Někdo to rád holky – Gabriel Aghion a Patrick Timsit
  - Falešný hrdina – Jacques Audiard a Alain Le Henry (podle stejnojmenného románu od Jeana-Françoise Deniau)
  - Kapitán Conan – Jean Cosmos a Bertrand Tavernier (podle stejnojmenného románu od Rogera Vercela)
  - Nevinné krutosti – Rémi Waterhouse

- 1998: Stará známá písnička – Agnès Jaoui a Jean-Pierre Bacri
  - Udavač – Michel Alexandre a Alain Corneau
  - Nettoyage à sec – Anne Fontaine a Gilles Taurand
  - Western – Jean-François Goyet a Manuel Poirier
  - Marius et Jeannette – Robert Guédiguian a Jean-Louis Milesi

- 1999: Blbec k večeři – Francis Veber (podle stejnojmenné divadelní hry od Francise Vebera)
  - Vysněný život andělů – Roger Bohbot a Érick Zonca
  - Všichni, kdo mě mají rádi, pojedou vlakem – Patrice Chéreau, Danièle Thompsonová a Pierre Trividic
  - Place Vendôme – Svět diamantů – Jacques Fieschi a Nicole Garcia
  - Vlak života – Radu Mihaileanu

### 0. léta
- 2000: Venuše, salon krásy – Tonie Marshall
  - La Maladie de Sachs – Michel Deville a Rosalinde Deville (podle stejnojmenného románu od Martina Wincklera)
  - Dívka na mostě – Serge Frydman
  - Můj malý podnik – Pierre Jolivet a Simon Michaël
  - Pusa – Christopher Thompson a Danièle Thompsonová

- 2001: Někdo to rád jinak – Agnès Jaoui a Jean-Pierre Bacri
  - Ressources humaines – Laurent Cantet a Gilles Marchand
  - Harry to s vámi myslí dobře – Gilles Marchand a Dominik Moll
  - Saint-Cyr – Patricia Mazuyová a Yves Thomas (podle románu La Maison d'Esther od Yvese Dangerfielda)
  - V zajetí chuti – Bernard Rapp a Gilles Taurand (podle románu Goûter n'est pas joué od Philippa Ballanda)

- 2002: Čti mi ze rtů – Jacques Audiard a Tonino Benacquista
  - Důstojnický pokoj – François Dupeyron (podle stejnojmenného románu od Marca Dugaina)
  - Amélie z Montmartru – Jean-Pierre Jeunet a Guillaume Laurant
  - Chaos – Coline Serreau
  - Země nikoho – Danis Tanovic

- 2003: Amen. – Costa-Gavras a Jean-Claude Grumberg (podle divadelní hry Der Stellvertreter od Rolfa Hochhutha)
  - Líbejte se, s kým je libo – Michel Blanc (podle stejnojmenného románu od Josepha Connollyho)
  - Pianista – Ronald Harwood (podle autobiografického příběhu Władysława Szpilmana)
  - Erasmus a spol. – Cédric Klapisch
  - 8 žen – François Ozon a Marina de Van (podle stejnojmenné divadelní hry od Roberta Thomase)

- 2004: Invaze barbarů – Denys Arcand
  - Un couple épatant, Cavale a Après la vie – Lucas Belvaux
  - Když Otar odešel – Julie Bertuccelli, Roger Bohbot a Bernard Renucci
  - Strach a chvění – Alain Corneau (podle stejnojmenného románu od Amélie Nothombové)
  - Šťastnou cestu – Patrick Modiano a Jean-Paul Rappeneau

- 2005: Únik – Abdellatif Kechiche a Ghalia Lacroix
  - Králové a královna – Roger Bohbot a Arnaud Desplechin
  - A co já? – Jean-Pierre Bacri a Agnès Jaoui
  - Příliš dlouhé zásnuby – Guillaume Laurant a Jean-Pierre Jeunet (podle stejnojmenného románu od Sébastiena Japrisota)
  - Válka policajtů – Dominique Loiseau, Franck Mancuso, Olivier Marchal a Julien Rappeneau